# Дасохорски манастир
Дасохорският манастир „Свето Преображение Господне“ (на гръцки: Μονή Μεταμορφώσεως του Σωτήρος) е женски православен манастир край гревенското село Дасохори (Пичунгия), Егейска Македония, Гърция.
Манастирът е основан преди 1797 година и до началото на XX век процъфтява. В него работи тайно училище. В 1998-2004 година е реставриран и отново е действащ манастир.